# Ludwig Mies van der Rohe

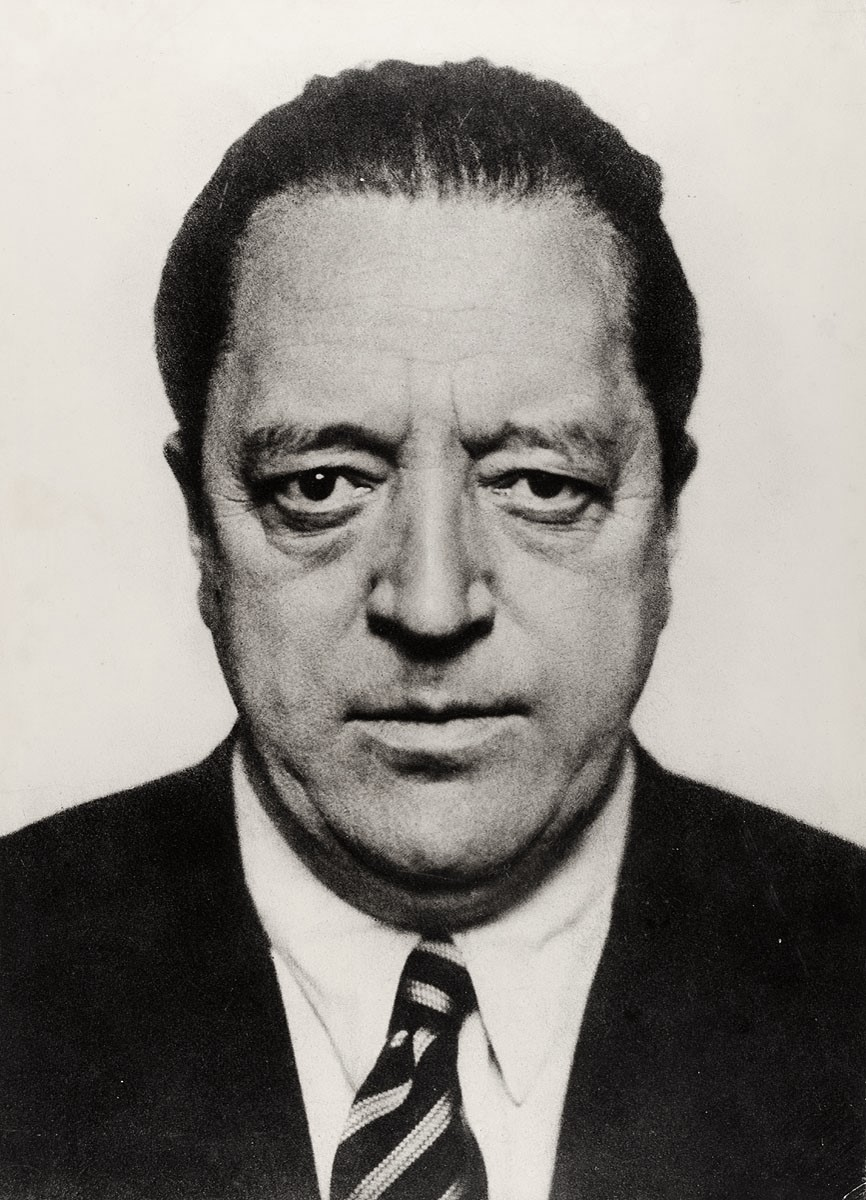
Ludwig Mies van der Rohe (1934)

Ludwig Mies van der Rohe (27 tháng 3 năm 1886 – 19 tháng 8 năm 1969) là một kiến trúc sư nổi tiếng thế giới người Đức. Ông là một trong những người đặt nền móng cho sự phát triển của trào lưu Kiến trúc hiện đại của thế kỉ 20 và được xem như cha đẻ của phong cách Kiến trúc tối thiểu (Minimalism).

## Thời gian tại Đức

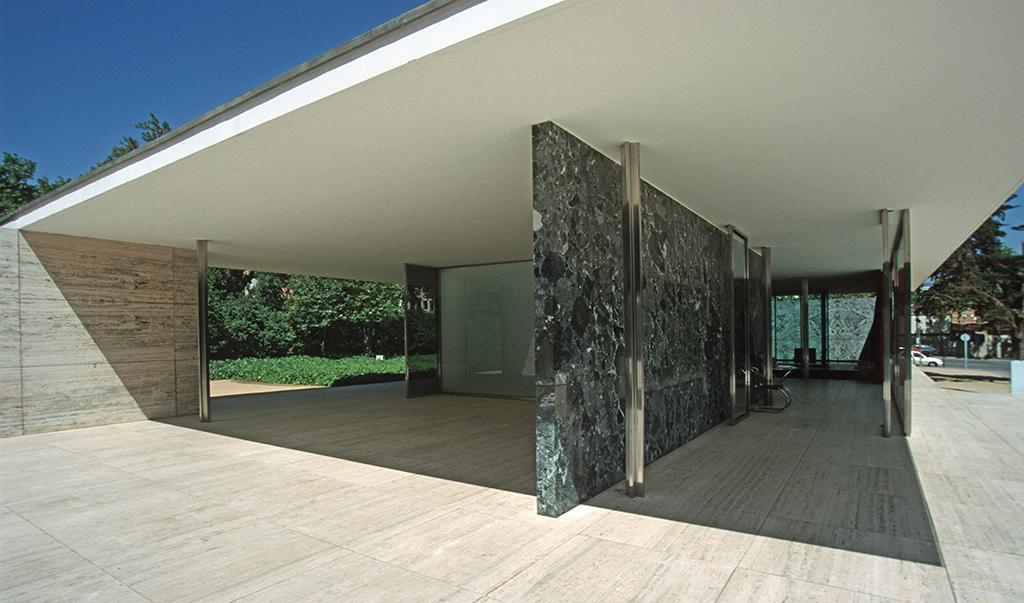
Gian triển lãm của Đức tại Barcelona

Ông sinh ra tại Aachen, Đức, với tên là Maria Ludwig Michael Mies, là con trai của một người thợ đá thủ công, điều này đã ảnh hưởng sâu sắc tới quan điểm thực hành trong kiến trúc của ông sau này. Sau đó ông chuyển tới Berlin làm việc ở văn phòng thiết kế của Brono Paul, và từ 1908 đến 1912 làm việc tại xưởng thiết kế của Peter Behrens, một trong những người tiên phong của kiến trúc Đức thời bấy giờ. Mies đã học được rất nhiều về lý thuyết thiết kế cũng như sự phát triển của văn hóa Đức thời bấy giờ. Cũng tại xưởng thiết kế của Behrens, Mies đã gặp gỡ và làm việc cùng với Le Corbusier và Walter Gropius.
Với dáng vóc vạm vỡ, tính tình cẩn thận và là một con người trầm lặng, ít nói, người thanh niên tài năng Ludwig Mies tự đổi tên, lột xác từ con trai một người thợ tỉnh lẻ trở thành một kiến trúc sư làm việc với giới thượng lưu ở Berlin thời bấy giờ, bằng cách thêm ba chữ "van der Rohe" như một tên hiệu quý tộc. Ông bắt đầu sự nghiệp độc lập của mình bằng cách thiết kế một số công trình nhà ở theo phong cách kiến trúc truyền thống của Đức. Mies ưa thích những tỉ lệ lớn, những hình khối không gian của kiến trúc sư Tân Cổ điển nước Phổ thế kỉ 19 là Karl Friedrich Schinkel, trong khi bỏ qua những xu hướng cổ điển chiết trung và hỗn độn của buổi giao thời.

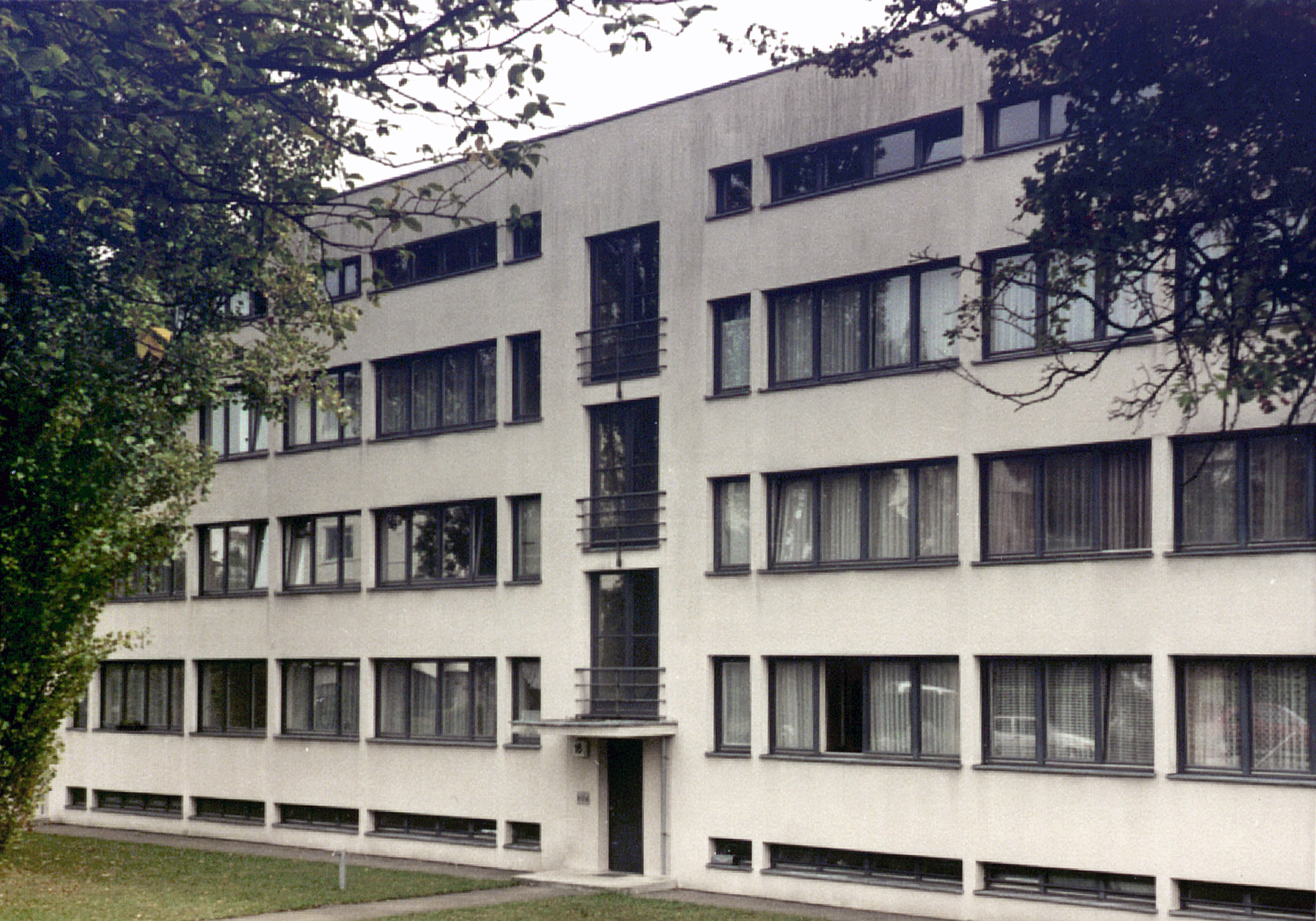
Nhà ở tại Weissenhof

Sau Thế chiến thứ nhất, Mies bắt đầu từ bỏ phong cách truyền thống và gia nhập hàng ngũ những người tiên phong trên con đường đi tìm một phong cách mới trong thời đại mới. Phong cách cổ điển từ lâu đã bị các nhà phê bình nghệ thuật chỉ trích từ giữa thế kỉ 19, chủ yếu do sự lạm dụng các chi tiết trang trí bề mặt, không tương xứng với sự phát triển của các kết cấu xây dựng bên trong công trình. Sự chỉ trích tấn công vào truyền thống cổ điển càng thắng thế, nhất là với sự sụp đổ của các đế chế vương quyền châu Âu, sau Thế chiến thứ nhất. Kiến trúc truyền thống giờ đây bị xem như tàn tích của quá khứ, của một chế độ chính trị không hợp thời. Mặt khác, dưới sự bùng nổ phát triển của nền sản xuất công nghiệp hóa châu Âu thời bấy giờ đòi hỏi một tư duy mới về kỹ thuật đã thúc đẩy quá trình tìm kiếm một phong cách mới cho nghệ thuật.
Trong bối cảnh đó, Mies đã thực hiện một bước ngoặt ngoạn mục với đồ án nhà kính chọc trời ở Berlin năm 1921. Công trình này có mặt bằng không chuẩn tắc, được loại bỏ các chi tiết trang trí của công trình. Về mặt kết cấu, công trình sử dụng hệ kết cấu thép, được bọc kính hoàn toàn, chan hòa ánh sáng đến tất cả các không gian nội thất, đã thể hiện một quan điểm hiện đại về tổ chức không gian ở. Với tư duy về kết cấu và kiến trúc, đồ án này của Mies có thể sánh với những công trình sau này của ông trên đất Mỹ vào thập niên 1950. Năm 1929, Mies cho ra đời công trình nổi tiếng nhất mình, được xem như đỉnh cao của kiến trúc Đức thời bấy giờ, gian triển lãm của Đức tại triển lãm Barcelona, Tây Ban Nha năm 1929. (Công trình này hiện nay đã được phục chế lại.) Năm 1930, biệt thự Tugendhat ở Brno, Cộng hòa Séc, được xây dựng với dáng vẻ thanh nhã và hiện đại. Cả hai công trình đã thể hiện xuất sắc ý tưởng về "mặt bằng liên hoàn" của Mies.

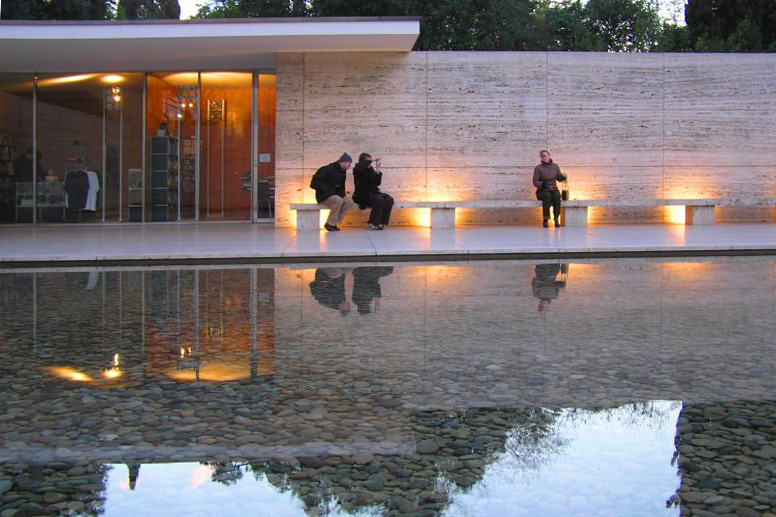
Barcelona Pavilion, xây dựng năm 1929 cho cuộc Triển lãm Hoàn vũ, được sửa chữa vào năm 1983–1989

Tháng 7 năm 1923, Mies cộng tác với tạp chí cấp tiến G. Năm 1925, ông tham gia sang lập nhóm "Zehnerring" chống lại chủ nghĩa hình thức thuần túy. Ông nổi bật một cách xuất chúng như người lãnh đạo của phong trào Werkbund. Năm 1926, Mies được đề cử làm phó chủ tịch Werkbund, một phong trào cấp tiến thời bấy giờ do Hermann Muthesius sáng lập. Chính ông đã thiết kế quy hoạch chung cũng như thiết kế nhà ở tại dự án Weissenhof nổi tiếng của Werkbund, ở Stuttgart năm 1927. Về quan điểm thẩm mỹ, Mies bị ảnh hưởng mạnh của trường phái Kết cấu Nga và nhóm De Stijl của Hà Lan cũng như phong cách nhà ở thảo nguyên của kiến trúc sư người Mỹ Frank Lloyd Wright. Năm 1928, ông bắt đầu tham gia giảng dạy kiến trúc tại trường Bauhaus. Ông cũng thiết kế một số mẫu nội thất nổi tiếng, ví dụ như bàn ghế Barcelona và ghế Brno.
Sau sự ra đi của Hannes Meyer, trước đề nghị của Walter Gropius, Mies chấp nhận lên làm hiệu trưởng đời thứ ba của trường Bauhaus, lúc này đang trong giai đoạn suy tàn. Ông đã tiếp tục một chương trình đầy tham vọng với trường Bauhaus, tuy nhiên do sự suy thoái kinh tế của cũng như áp lực của chính quyền phát xít thời đó đã không cho phép ông tiếp tục. Chính quyền phát xít đã ép Mies phải đóng cửa trường Bauhaus do có sự liên quan đến phong trào xã hội chủ nghĩa, chủ nghĩa cộng sản và các ý thức hệ khác. Trong giai đoạn này, Mies không xây dựng một công trình nổi bật nào, công trình lớn nhất của ông thời đó lại là căn hộ của Philip Johnson ở Thành phố New York. Mặt khác, phong cách kiến trúc của Mies bị nhà cầm quyền tẩy chay với lý do đi ngược lại truyền thống, không mang phong cách của Đức. Cuối cùng, khi cảm thấy mọi cơ hội phát triển cho tương lai của mình bị tiêu tan, Mies miễn cưỡng rời Đức vào năm 1937 sang Mỹ, nhận lời thiết kế một công trình nhà ở tại tiểu bang Wyoming.

## Thời gian tại Hoa Kỳ

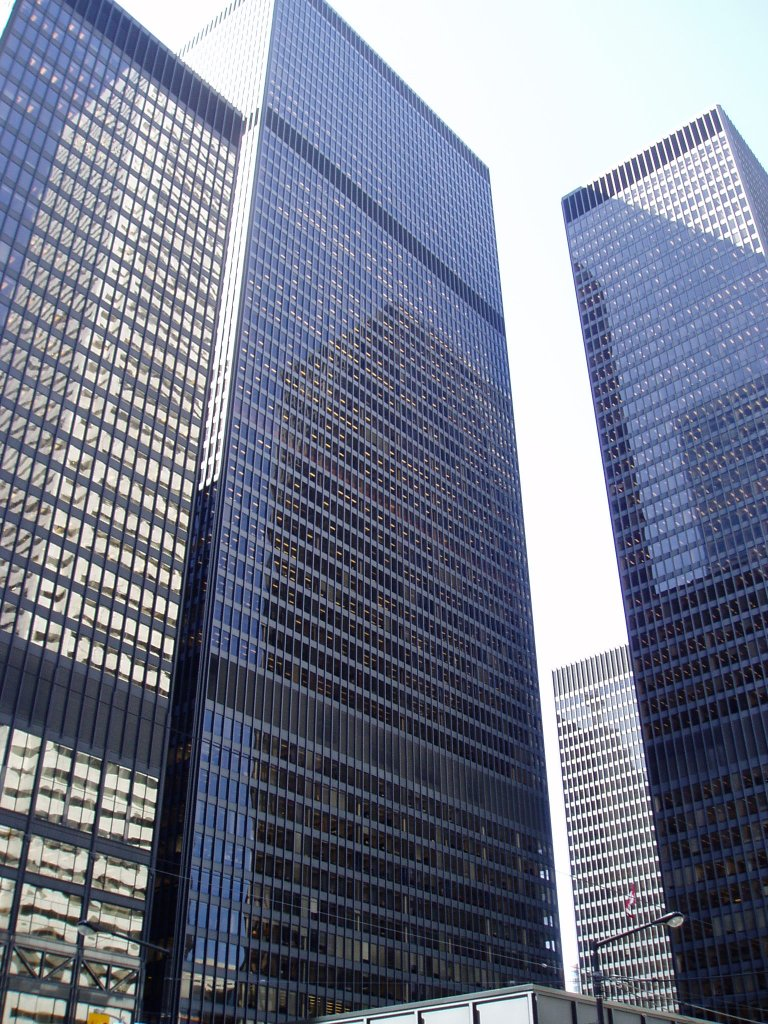
Trung tâm Ngân hàng Toronto Dominion - Toronto, Canada

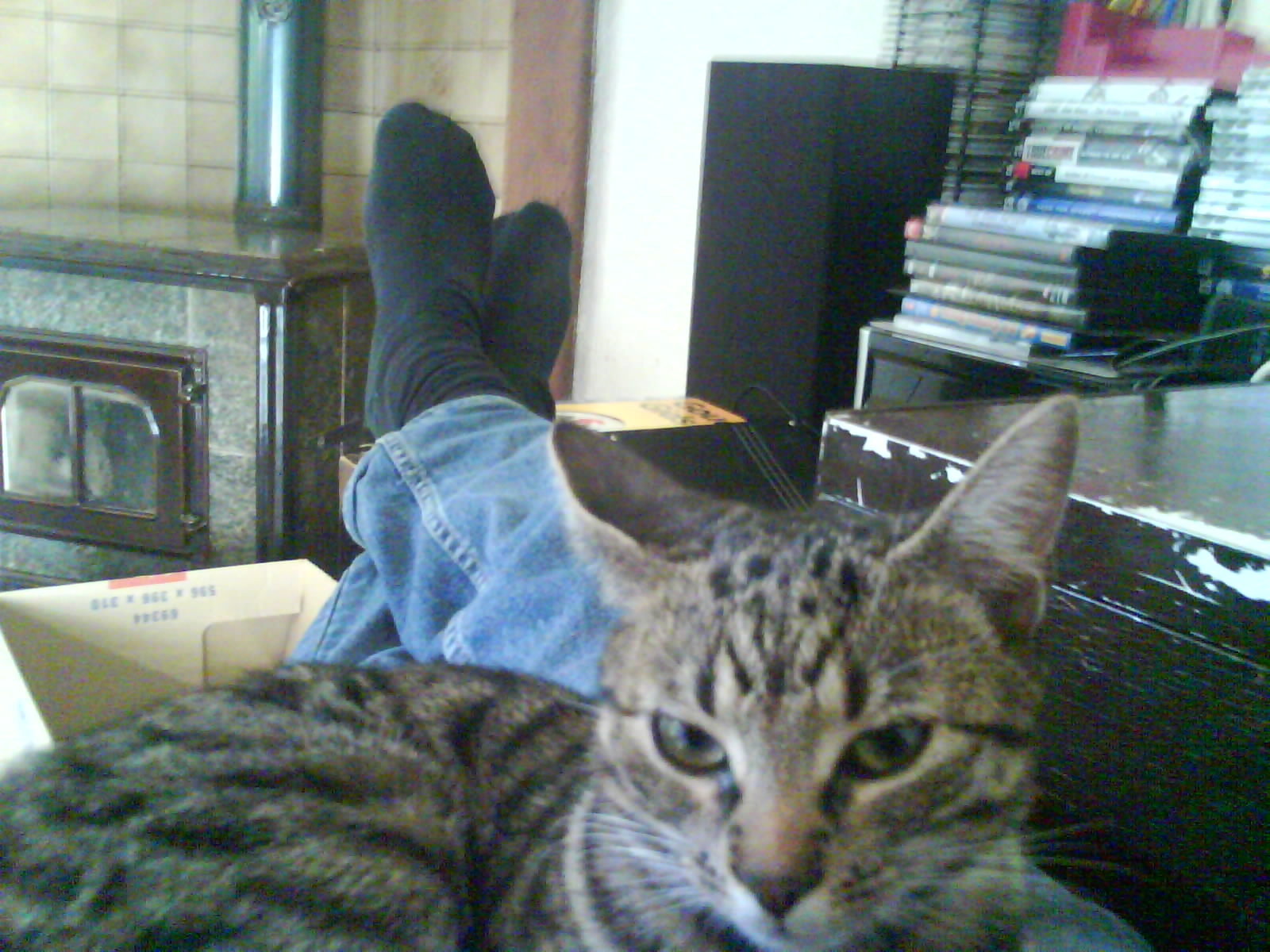
Nhà trưng bày nghệ thuật quốc gia Berlin

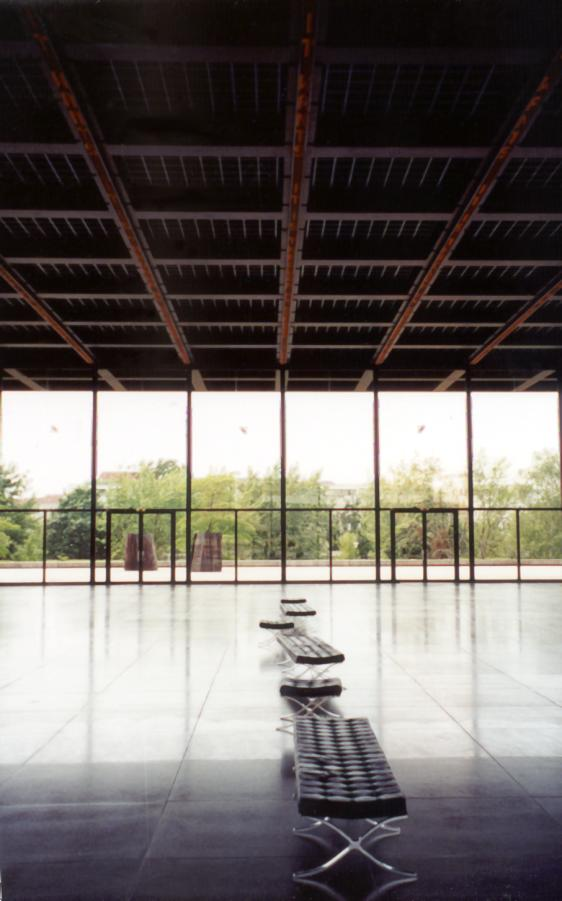
Nội thất nhà trưng bày nghệ thuật quốc gia Berlin với chiếc ghế Barcelona

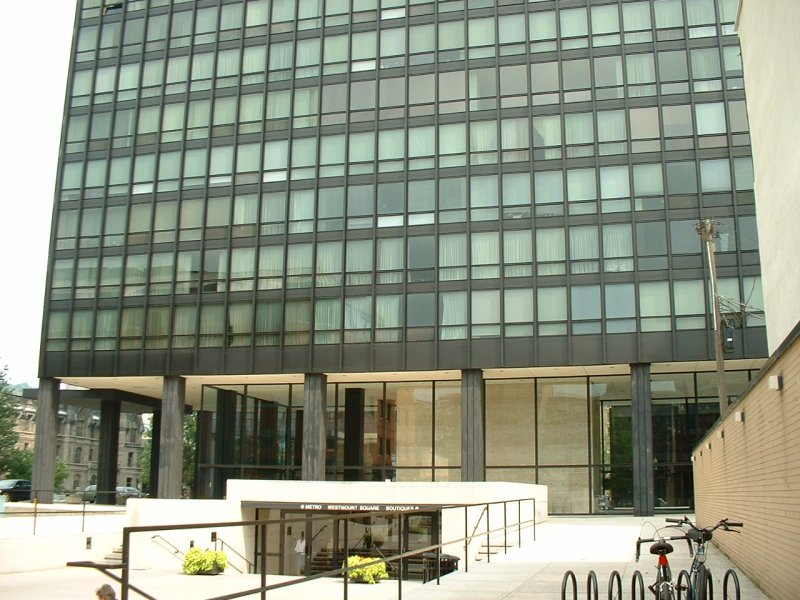
Westmount Plaza, Montréal, Canada, phiên bản thu nhỏ của toà nhà Seagram

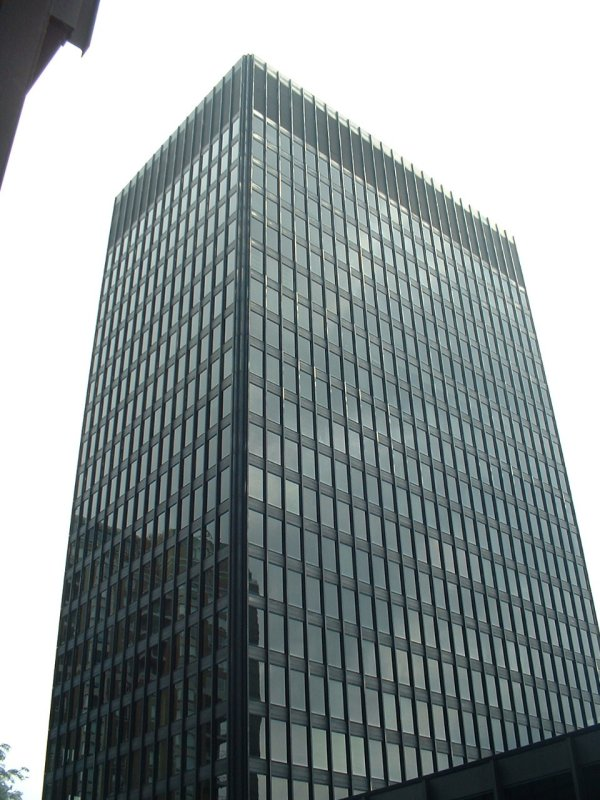
Westmount Plaza, Montréal

Rời Đức sau 30 năm hành nghề kiến trúc, Mies đã tạo được danh tiếng lẫy lừng, được xem như một trong những người tiên phong của Phong cách Quốc tế. Sau khi định cư ở Chicago, ông được đề nghị làm hiệu trưởng của trường Kiến trúc thuộc Học viện Kỹ thuật Thiết giáp (Armour Institute of Technology) ở Chicago, sau này đổi tên thành Học viện Kỹ thuật Illinois (Illinois Institute of Technology - IIT). Một trong những điều kiện mà Mies đặt ra với đề nghị này là phải để ông thiết kế một số tòa nhà mới của khu đại học. Một trong những tòa nhà đó còn tồn tại đến hiện nay, bao gồm giảng đường Crown, trụ sở trường Kiến trúc của IIT. Năm 1944, Mies nhập tịch Mỹ, hoàn toàn cắt đứt nguồn gốc Đức của mình.
Trong suốt thời gian 30 năm hành nghề kiến trúc tại Mỹ, Mies luôn kiên trì khẳng định tư tưởng và đường lối của mình nhằm hoàn thiện một nền kiến trúc mới của thế kỷ 20. Ông tập trung các nỗ lực của mình cho ý tưởng của một không gian tổng thể lớn, với trật tự kết cấu rõ ràng, được làm nổi bật bằng các thanh thép hình tiền chế, "chèn" bằng gạch và kính. Những công trình đầu tiên của Mies ở đây là khu học xá của IIT và một số công trình cho Herb Greenwald đã thức tỉnh người Mỹ về một phong cách được xem như sự tiếp nối tự nhiên, một âm hưởng văn hóa của trường phái Chicago cuối thế kỉ 19. Góc tường với việc sử dụng thép hình của tòa nhà Hải quân (Naval Building) ở IIT được ca ngợi coi đó như hình thức kinh điển của chủ nghĩa hiện đại hay đó là "cây cột Ionic của kiến trúc thế kỉ 20". Do điều luật của sở cứu hỏa thành phố Chicago sau vụ đại hỏa hoạn năm 1871 yêu cầu phải bọc vật liệu chống cháy ra ngoài kết cấu chịu lực bằng kim loạt đối với công trình có hơn 1 tầng buộc Mies phải giấu dầm thép chữ I vào trong tường gạch. Mặt khác Mies muốn bộc lộ kết cấu của công trình, cuối cùng ông đã chọn giải pháp áp các dầm thép chữ I vào hai bên cạnh tường. Các dầm này không có giá trị về mặt chịu lực mà chỉ dùng để trưng bày kết cấu chịu lực chính. Ở phía đáy dưới là một bản thép phẳng, ở trên đầu là một viên gạch mỏng. Tất cả các chi tiết bằng kim loại được sơn đen tạo thành một đối tượng thống nhất với tỉ lệ hoàn hảo chuyển tiếp từ một cạnh tường này sang tường bên kia. Giải pháp này được xem như một biểu tượng của kiến trúc mới và bức ảnh về góc tường này xuất hiện trong tất cả các cuốn sách về lịch sử kiến trúc hiện đại.
Từ năm 1946 đến năm 1951, Mies thiết kế và xây dựng công trình nổi tiếng: Nhà kính Farnsworth. Đây là một công trình nhà nghỉ cuối tuần ở ngoại vi của Chicago cho nữ giáo sư tiến sĩ Edith Farnsworth. Tuyệt tác kiến trúc này đã chứng minh cho mọi người thấy kết cấu thép và kính là những vật liệu có khả năng tạo nên một công trình kiến trúc hoàn hảo. Tòa nhà kính mọc lên từ địa hình phẳng, bên cạnh sông Fox. Công trình phô trương những dầm thép hình chữ H được đặt thành từng hàng song song. Treo giữa các cột là ba phiến thép mỏng: sàn, mái và hiên nhà. Toàn bộ kết cấu màu trắng tinh xác định một không gian giới hạn với bốn mặt kính chạy suốt chiều cao, cho phép ánh sáng tự nhiên thâm nhập vào không gian nội thất. Một "lõi" bằng gỗ chứa các bộ phận kỹ thuật của công trình, bếp, lò sửa và khu vệ sinh được đặt bên trong không gian mở xác định các không gian khách, làm việc, ăn, ngủ mà hoàn toàn không cần đến một sự phân chia vật lý nào. Cũng không hề có một dấu vết của sự phân chia không gian nội thất nào đụng chạm tới bề mặt ngoài của công trình. Các tấm rèm treo suốt chiều cao được chạy vòng quanh chu vi công trình cho sẽ che chắn ánh sáng cũng như tạo ra không gian riêng tư khi cần thiết. Toàn bộ công trình thể hiện một sự tinh tế về thẩm mỹ, tạo cảm nhận dường như tòa nhà nhẹ nhàng bay khỏi mặt đất, là một vần thơ và một tuyệt phẩm nghệ thuật. Công trình này đã biểu lộ quan điểm của Mies về trật tự, trong sáng và đơn giản của kiến trúc. Năm 2004, tòa nhà kính Farnsworth cùng với khu rừng 60 mẫu xung quanh được một nhóm bảo tồn mua lại với giá là 7,5 triệu đô la. Ngày nay, quần thể này nằm dưới sự quản lý của Hội đồng Bảo tồn các Di tích của Illionois như một bảo tàng. Công trình này ảnh hưởng xuống hàng chục các tòa nhà hiện đại khác, nổi bật nhất trong số đó là tòa nhà kính (Glass House) của Phillip Johnson, được xây dựng ở gần New Canaan.
Từ năm 1951 đến năm 1952, Mies thiết kế nhà nghỉ mùa hè McCormich, nằm ở Elmhurst, Illinois, cho điền chủ Robert Hall McCormick Jr. Ý tưởng chính dựa trên mặt bằng điển hình của công trình nổi tiếng của ông: khu ở đường Lake Shore Drive. Sau đó công trình này trở thành mẫu thiết kế điển hình cho một loạt công trình nhà lô sẽ được xây dựng ở Melrose Park, Illinois, mặc dù cuối cùng không được xây dựng. Tòa nhà McCormich hiện nay là một phần của Viện Bảo tàng Nghệ thuật Elmhurst.
Năm 1958, Mies thiết kế công trình được xem như đỉnh cao của nhà cao tầng trong kiến trúc hiện đại. Đó là tòa nhà Seagram ở thành phố New York. Mies được lựa chọn bởi bà Phyllis Bronfman Lambert, con gái của khách hàng, người sau này cũng sẽ trở thành một kiến trúc sư nổi tiếng. Tòa nhà Seagram trở thành một biểu tượng của một nền kiến trúc mới của thế kỉ 20. Ngược lại so với lệ thường, Mies quyết định đặt công trình phía sau một quảng trường lớn và vòi phun nước tạo ra một khoảng không gian mở lớn phía trước đại lộ Park (Park Avenue). Mies phải tranh cãi rất nhiều với những chủ đầu tư về khai thác hoàn toàn khả năng của địa điểm công trình. Một điểm không bình thường nữa là một loạt dầm thép chữ I được đưa ra phía ngoài mặt đứng, đính lên trên mặt kính công trình. Những dầm thép này hoàn toàn không có giá trị gì về mặt kết cấu, nhưng nhờ đó đã biểu hiện được đặc điểm kết cấu công trình. Qua đó đã dập tắt mọi cuộc tranh cãi xem liệu Mies có phải là người ủng hộ quan điểm "trang trí là tội ác" của kiến trúc hiện đại không. Phillip Johnson cũng có một vai trò quan trọng trong thiết kế quảng trường và nhà hàng Bốn mùa trong công trình. Tòa nhà Seagram cũng được xem là công trình đầu tiên thuộc thể loại công trình xây dựng "siêu tốc" khi mà thiết kế và thi công làm đồng thời. Về sau Mies cũng cho ra đời một bản sao của công trình Seagram đó là Westmount Plaza ở Montréal, Canada.
Mies tiếp tục thiết kế và xây dựng rất nhiều nhà cao tầng ở trung tâm thành phố Chicago và lân cận. Một số công trình nổi tiếng của ông có khu ở đường Lake Shore Drive (1948 - 1952), tòa nhà Liên bang (1959), IBM plaza (1966). Công trình khu ở Lake Shore là công trình đầu tiên sử dụng hoàn toàn kính và tường treo trong kết cấu, một trong những dấu mốc của nhà chọc trời hiện đại. Tuy nhiên, bản thân Mies lại sống trong một ngôi nhà xây dựng từ trước Thế chiến thứ hai ở trung tâm Chicago. Hai đồ án nổi tiếng khác là Trung tâm Ngân hàng Toronto Dominion ở Toronto, Canada, đây là công trình nhà chọc trời đầu tiên của thành phố này, và Nhà trưng bày nghệ thuật quốc gia (Neue Nationalgalerie) ở thủ đô Berlin của Đức.
Ông đã cống hiến rất nhiều thời gian và nỗ lực dẫn dắt trường Kiến trúc ở IIT, ông tin tưởng rằng các ý tưởng kiến trúc của ông có thể được truyền đạt qua giáo dục. Các đồ án thường liên quan đến các công trình thực tế của ông bên ngoài. Ông làm việc cật lực với các mẫu thiết kế, sau đó cho phép các sinh viên của mình tạo ra các biến thể cho các công trình đặc biệt dưới sự hướng dẫn của ông. Nhưng mỗi khi không sinh viên nào đạt được như ông mong muốn, Mies thường tự dày vò mình. Trong số các học trò của Mies có Gene Summers, David Haid, Myron Goldsmith, Jaques Brownsom, Helmut Jahn cũng như một loạt các kiến trúc sư khác của Murphy/Jahn và Skidmore, Owings & Merrill.
Với câu châm ngôn nổi tiếng "Ít là nhiều" (Less is More) và "Chúa ngự trị ở chi tiết" (God is in the detail), ông tìm kiếm những không gian trong sạch, đơn giản và trật tự qua việc trình bày những đặc điểm nội tại của vật liệu và sự thể hiện của cấu trúc kết cấu. Trong vòng hai mươi năm cuối đời, Mies đã thành công trong việc hình thành tư tưởng "da và xương" của kiến trúc biểu tượng cho thời kì hiện đại. Mặc dù các công trình của Mies đã có một ảnh hưởng to lớn và một sự công nhận toàn cầu nhưng trường phái Kiến trúc Hiện đại mà ông tạo ra đã không duy trì được sức sáng tạo sao cái chết của ông và bị lu mờ bởi làn sóng Kiến trúc Hậu Hiện đại vào thập kỉ 1980. Mies từ mơ ước về một vẻ đẹp một phong cách kiến trúc có tính toàn cầu nhưng điều đó không thể hoàn thành được. Thay vào đó, những người kế tục của ông dần dần đi vào ngõ cụt với sự lặp lại và buồn tẻ của sáng tạo cũng như như khô cứng về hình thức.
Mies từ trần ngày 19 tháng 8 tại Chicago, ông được chôn cất tại nghĩa trang Graceland. Năm 1983, quỹ Mies Van der Rohe quyết định lập ra giải thưởng kiến trúc Mies Van der Rohe của Cộng đồng chung châu Âu để trao tặng cho những kiến trúc sư có đóng góp quan trọng cho sự phát triển của kiến trúc đương đại châu Âu.

## Các công trình chính
- 1907 – Nhà Riehl, Berlin-Neubabelsberg, Đức
- 1911 – Nhà Perls, Berlin-Zehlendorf, Đức
- 1913 – Nhà trên đường Heer, Berlin, Đức
- 1914 – Nhà Urbin, Berlin-Neubabelsberg, Đức
- 1919 – Nhà tập thể, Berlin, Đức
- 1921 – Nhà Kempner, Berlin, Đức
- 1924 – Nhà Mosler, Berlin-Neubabelsberg, Đức
- 1925–1926 – Nhà Wolf, Guben, Đức
- 1926 – Đài tưởng niệm Karl Liebknecht và Rosa Luxemburg, Berlin, Đức
- 1926–1927 – Dự án phát triển nhà ở cho thành phố, Afrikanische, Berlin, Đức
- 1927 – Triển lãm Werkbund, Khu ở Weissenhof, Stuttgart, Đức
- 1927 – Căn hộ ở Weissenhof, Stuttgart, Đức
- 1927 – Triển lãm lụa, Triển lãm thời trang, Berlin, Đức
- 1928 – Mở rộng công trình Fuchs (Perls House), Berlin-Zehlendorf, Đức
- 1928 – Nhà Hermann Lange, Krefeld, Đức
- 1928 – Nhà Esters, Krefeld, Đức
- 1928–1929 – Gian triển lãm Đức, Triển lãm quốc tế Barcelona, Tây Ban Nha
- 1928 – Triển lãm điện Triển lãm quốc tế Barcelona, Tây Ban Nha (đã bị phá hủy)
- 1928–1929 – Triển lãm công nghiệp, Triển lãm quốc tế Barcelona, Tây Ban Nha
- 1928–1930 – Biệt thự Tugendhat, Brno, Cộng hòa Séc
- 1930 – Nội thất căn hộ, New York, New York, Mỹ
- 1931 – Nhà tại triển lãm nhà ở Berlin, Berlin, Đức
- 1931 – Khu căn hộ cho người độc thân, triển lãm nhà ở Berlin, Berlin, Đức (đã bị phá hủy)
- 1932 – Nhà Lemcke, Berlin, Đức
- 1933 – Khu nhà máy và khu năng lượng cho khu công nghiệp lụa, Vereinigte Seidenweberein AG, Krefeld, Đức
- 1939 – Phác thảo mặt bằng tổng thể, Học viện kỹ thuật Illinois, Chicago, Illinois, Mỹ
- 1940–1941 – Mặt bằng tổng thể, Học viện kỹ thuật Illinois, Chicago, Illinois, Mỹ
- 1942–1943 – Trung tâm nghiên cứu kim loại của quỹ nghiên cứu thiết giáp, Học viện kỹ thuật Illinois, Chicago, Illinois, Mỹ
- 1945–1946 – Alumni Memorial Hall, Học viện kỹ thuật Illinois, Chicago, Illinois, Mỹ
- 1945–1946 – Giảng đườnng Peristein (Khu kỹ sư kim loại và hóa học), Học viện kỹ thuật Illinois, Chicago, Illinois, Mỹ
- 1945–1946 – Giảng đường Wishnick, khoa Hóa, Học viện kỹ thuật Illinois, Chicago, Illinois, Mỹ
- 1945–1950 – Nhà kính Farnsworth, Plano, Illinois, Mỹ
- 1945–1950 – Boiler Plant, Học viện kỹ thuật Illinois, Chicago, Illinois, Mỹ
- 1946–1949 – Khu căn hộ Promontory Apartments, Chicago, Illinois, Mỹ
- 1947 – Central Vault, Học viện kỹ thuật Illinois, Chicago, Illinois, Mỹ
- 1947–1950 – Học viện kỹ thuật Gas, Học viện kỹ thuật Illinois, Chicago, Illinois, Mỹ
- 1948–1950 – Khu quản trị của hiệp hội đường sắt Mỹ, Học viện kỹ thuật Illinois, Illinois, Mỹ
- 1948–1951 – Khu căn hộ 860 và 880, đường Lake Shore Drive, Chicago, Illinois, Mỹ
- 1948–1953 – Khu nghiên cứu kim loại của hiệp hội đường sắt Mỹ, Học viện kỹ thuật Illinois, Chicago, Illinois, Mỹ
- 1949–1952 – Nhà nguyện, Học viện kỹ thuật Illinois, Chicago, Illinois, Mỹ
- 1950–1956 – Giảng đường Crown, khoa Kiến trúc và quy hoạch đô thị, Học viện kỹ thuật Illinois, Chicago, Illinois, Mỹ
- 1950–1952 – Tòa nhà nghiên cứu kỹ thuật kim loại số 1, Học viện kỹ thuật Illinois, Chicago, Illinois, Mỹ
- 1951–1952 – Nhà McCormick, Elmhurst, Illinois
- 1951–1953 – Tòa nhà Commons Building, Học viện kỹ thuật Illinois, Chicago, Illinois
- 1952–1955 – Tòa nhà Cunningham Hall, Học viện kỹ thuật Illinois, Chicago, Illinois
- 1953–1956 – Khu căn hộ Commonwealt Promenade, Chicago, Illinois
- 1954 – Quy hoạch chung cho bảo tàng nghệ thuật, Houston, Texas, Mỹ
- 1954–1958 – Tòa nhà Seagram, 375 Đại lộ Park, New York, Mỹ
- 1954–1958 – Tòa nhà Cullinam, bảo tàng nghệ thuật Houston, Texas, Mỹ
- 1955–1956 – Quy hoạch chung cho công viên Lafayette, dự án nhà ở, Detroit, Michigan, Mỹ
- 1955–1957 – Khu thí nghiệm của hiệp hội đường sắt Mỹ, Học viện kỹ thuật Illinois, Chicago, Illinois, Mỹ
- 1955–1957 – Khu nghiên cứu Vật lý điện tử, Học viện kỹ thuật Illinois, Chicago, Illinois, Mỹ
- 1956–1958 – Trung tâm nghiên cứu kim loại, Học viện kỹ thuật Illinois, Chicago, Illinois, Mỹ
- 1957–1961 – Nhà làm việc Bacardi, Thành phố Mexico, México
- 1958 – Khu căn hộ, Công viên Lafayette, Detroit, Michigan, Mỹ
- 1958 – Nhà Town, Công viên Lafayette, Detroit, Michigan, Mỹ
- 1958–1960 – Khu căn hộ, công viên Colonnade, Newark, New Jersey, Mỹ
- 1959–1964 – Trung tâm công quyền Chicago, Toà thượng thẩm và tòa nhà Liên bang, nhà làm việc của bưu điện Liên bang, Chicago, Illinois, Mỹ
- 1960–1963 – Quỹ tiết kiệm và vay nợ liên bang Des Moines, Des Moines, Iowa, Mỹ
- 1960–1963 – Nhà làm việc trung tâm One Charler, Baltimore, Maryland, Mỹ
- 1962–1965 – Khu quản lý dịch vụ xã hội, Đại học hicago, Chicago, Illinois, Mỹ
- 1962–1965 – Nhà tưởng niệm, Đại học Drake, Des Moines, Iowa, Mỹ
- 1962–1968 – Nhà trưng bày nghệ thuật quốc gia, Berlin, Đức
- 1963 – Tháp Lafayette Towers, Công viên Lafayette, Detroit, Michigan, Mỹ
- 1963–1965 – Khu căn hộ Highfield, Baltimore, Maryland, Mỹ
- 1963–1969 – Trung tâm Toronto-Dominion Toronto, Ontario, Canada
- 1965–1968 – Westmount Square, Montréal, Québec, Canada
- 1966 – Thư viện công cộng quận Columbia, Washington, D.C., Mỹ
- 1967–1969 – Khu căn hộ cao tầng số 1, Nun's Island, Montréal, Quebec, Canada
- 1967–1968 – Trung tâm phục vụ Esso, Nun's Island, Montréal, Quebec, Canada
- 1967–1970 – 111 đường East Wacher, Trung tâm phát triển không gian Illinois, Chicago, Illinois, Mỹ
- 1967 – Dự án nhà ở Mansion, Luân Đôn, Anh
- 1967 – Trụ sở làm việc IBM, Chicago, Illinois
- 1968–1969 – Khu căn hộ cao tầng số 2 và 3, Nun's Island, Montréal, Quebec, Canada

## Giải thưởng
- Huy chương vàng của Hiệp hội Kiến trúc sư Hoàng gia Anh RIBA, (1959)
- Huy chương Vàng của Hiệp hội Kiến trúc sư Mỹ AIA, (1960)
- Huy chương Văn hóa Berlin, (1961)
- Giải thưởng của Tổng thống Mỹ về Tự do, (1963)
- Huy chương Vàng của Cộng hòa Liên bang Đức, (1966)